# Observació electoral

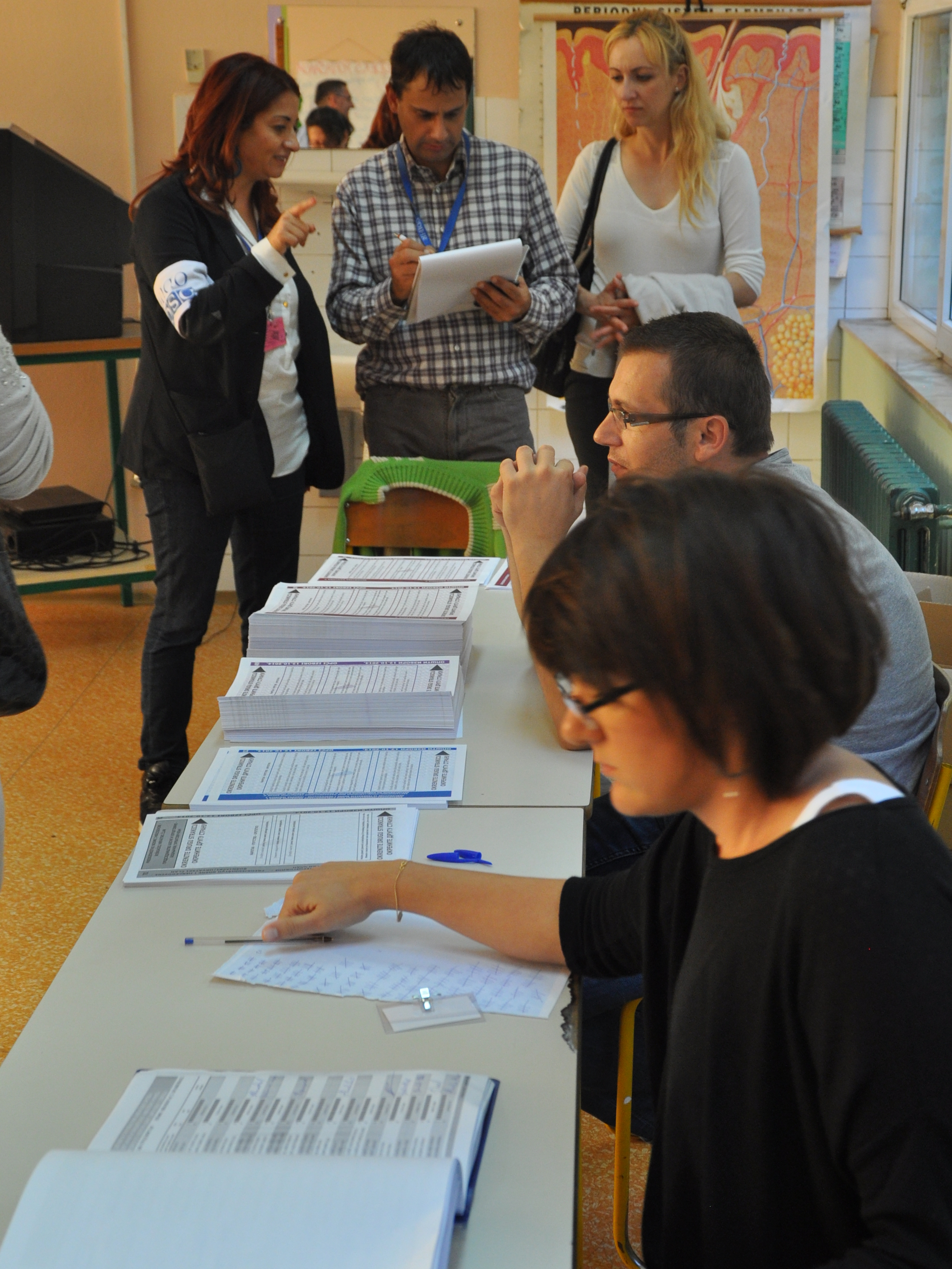
Al fons, un grup d'observadors internacionals per a les eleccions parlamentàries de 2014 a Bòsnia.

L'observació electoral és una disciplina tècnica del dret electoral l'objectiu de la qual és impedir el frau en els plebiscits i votacions populars. També es denominada logística, supervisió o monitoratge electoral. L'observació electoral es presenta en dos nivells: nacional o intern i internacional o extern.

## Concepte
És un conjunt d'activitats de preparació, instal·lació, vigilància i informació desplegades per persones o agrupacions idònies o coneixedores dels processos electorals i l'objectiu és plasmar a la ciutadania una raonable seguretat que els representants que s'elegeixen o les decisions que es consulten democràticament en la seva comunitat s'han desenvolupat amb equitat i són reflex de la seva espontània voluntat.

### Interna
A nivell intern, al seu torn, coexisteixen dues esferes o àmbits d'aplicació de l'observació electoral: l'esfera pública, constituïda per observadors designats per l'Estat (A Catalunya normalment membres de l'administració), els monitors que han de vetllar pel resguard de la regularitat dels comicis; i en l'esfera privada, constituïda pels representants dels candidats, la finalitat és mantenir informats als candidats i partits polítics que representen i defensar les preferències emeses a favor seu en l'escrutini (A Catalunya, apoderats i interventors).

### Externa o Internacional
L'observació electoral externa o internacional ha d'avaluar si una elecció concorda amb els estàndards internacionals o no, assenyalar possibles recomanacions específiques que permetin millorar i/o demostrar el suport de la comunitat internacional al procés electoral. Les bases jurídiques i ètiques, així com els mètodes bàsics de l'observació internacional es defineixen en la Declaració de Principis per a l'Observació Internacional d'Eleccions, desenvolupada en un procés que va involucrar a diverses organitzacions i que va iniciar la Divisió d'Assistència Electoral de les Nacions Unides, el National Democratic Institute i el Carter Center. La Declaració de Principis, promulgada per les Nacions Unides el 2005, ha estat formalment recolzada per més de 45 de les principals organitzacions d'observadors internacionals i reconeguda amb l'agraïment de l'Assemblea General de l'ONU per contribuir a l'harmonització de la pràctica de l'observació internacional.
Els observadors electorals internacionals han de tenir un paper important en la promoció dels principis i les pràctiques, especialment amb relació a dades electorals obertes com un mitjà per a fomentar la confiança del públic en les eleccions democràtiques autèntiques.
Els principals organismes d'observadors internacionals són:
- ONU
- OEA
- IIDH
- UE
- OSCE
- Centre Carter